# Corryocactus
Genre
Corryocactus est un genre de plantes de la famille des Cactaceae. Le genre était autrefois placé dans la tribu des Notocacteae.

## Synonymie
Les genres suivants ont été mis en synonymie avec ce genre:
- Corryocereus Fric & Kreuz.  (orth. var.)
- Erdisia Britton & Rose
- Eulychnocactus Backeb. (nom. inval.)

## Liste d'espèces
Selon BioLib (21 février 2019) :
- Corryocactus apiciflorus (Vaupel) Hutchison
- Corryocactus aureus (Meyen) Hutchison ex Buxbaum
- Corryocactus brachypetalus (Vaupel) Britton & Rose
- Corryocactus brevistylus (K. Schumann) Britton & Rose
- Corryocactus chachapoyensis Ochoa & Backeberg ex D.R. Hunt
- Corryocactus charazanensis Cárdenas
- Corryocactus erectus (Backeberg) F. Ritter
- Corryocactus huincoensis F. Ritter
- Corryocactus melanotrichus (K. Schumann) Britton & Rose
- Corryocactus pulquiensis Cárdenas
- Corryocactus quadrangularis (Rauh & Backeberg) F. Ritter
- Corryocactus squarrosus (Vaupel) Hutchison

Selon Catalogue of Life (21 février 2019) et ITIS (21 février 2019) :
- Corryocactus apiciflorus (Vaupel) Hutchison
- Corryocactus aureus (F.A.C. Weber) Hutchison
- Corryocactus ayacuchoensis Rauh & Backeb.
- Corryocactus brachypetalus (Vaupel) Britton & Rose
- Corryocactus brevistylus (K. Schum. ex Vaupel) Britton & Rose
- Corryocactus chachapoyensis Ochoa & Backeb. ex D.R. Hunt
- Corryocactus erectus (Backeb.) F. Ritter
- Corryocactus melanotrichus (K. Schum.) Britton & Rose
- Corryocactus quadrangularis (Rauh & Backeb.) F. Ritter
- Corryocactus serpens F. Ritter
- Corryocactus squarrosus (Vaupel) Hutchison
- Corryocactus tarijensis Cárdenas

Selon GRIN (21 février 2019) :
- Corryocactus brevistylus (K. Schum.) Britton & Rose
- Corryocactus pulquiensis Cárdenas

Selon The Plant List (21 février 2019) :
- Corryocactus acervatus F.Ritter
- Corryocactus apiciflorus (Vaupel) Hutchison
- Corryocactus aureus (Meyen) Hutchison
- Corryocactus ayacuchoensis Rauh & Backeb.
- Corryocactus ayopayanus Cárdenas
- Corryocactus brachycladus F.Ritter
- Corryocactus brachypetalus (Vaupel) Britton & Rose
- Corryocactus brevispinus Rauh & Backeb.
- Corryocactus brevistylus (K.Schum. ex Vaupel) Britton & Rose
- Corryocactus chachapoyensis Ochoa & Backeb. ex D.R.Hunt
- Corryocactus charazanensis Cárdenas
- Corryocactus chavinilloensis F.Ritter
- Corryocactus cuajonesensis F.Ritter
- Corryocactus erectus (Backeb.) F.Ritter
- Corryocactus gracilis F.Ritter
- Corryocactus heteracanthus Backeb.
- Corryocactus huincoensis F.Ritter
- Corryocactus matucanensis F.Ritter
- Corryocactus megarhizus F.Ritter
- Corryocactus melaleucus F.Ritter
- Corryocactus melanotrichus (K.Schum.) Britton & Rose
- Corryocactus odoratus F.Ritter
- Corryocactus otuyensis Cárdenas
- Corryocactus perezianus Cárdenas
- Corryocactus pilispinus F.Ritter
- Corryocactus prostratus F.Ritter
- Corryocactus pulquinensis Cárdenas
- Corryocactus pyroporphyranthus F.Ritter
- Corryocactus quadranularis (Rauh & Backeb.) F.Ritter
- Corryocactus quivillanus F.Ritter
- Corryocactus serpens F.Ritter
- Corryocactus solitarius F.Ritter
- Corryocactus squarrosus (Vaupel) Hutchison
- Corryocactus tarijensis Cárdenas
- Corryocactus tenuiculus (Backeb.) Hutchison

Selon Tropicos (21 février 2019) (Attention liste brute contenant possiblement des synonymes) :
- Corryocactus acervatus F. Ritter
- Corryocactus apiciflorus (Vaupel) Hutchison
- Corryocactus aureus (Meyen) Hutchison
- Corryocactus ayacuchoensis Rauh & Backeb.
- Corryocactus ayopayanus Cárdenas
- Corryocactus brachycladus F. Ritter
- Corryocactus brachypetalus (Vaupel) Britton & Rose
- Corryocactus brevispinus Rauh & Backeb.
- Corryocactus brevistylus (K. Schum. ex Vaupel) Britton & Rose
- Corryocactus chachapoyensis Ochoa & Backeb. ex D.R. Hunt
- Corryocactus charazanensis Cárdenas
- Corryocactus chavinilloensis F. Ritter
- Corryocactus cuajonesensis F. Ritter
- Corryocactus erectus (Backeb.) F. Ritter
- Corryocactus gracilis F. Ritter
- Corryocactus heteracanthus Backeb.
- Corryocactus huincoensis F. Ritter
- Corryocactus krausii Backeb.
- Corryocactus matucanensis F. Ritter
- Corryocactus maximus (Backeb.) Hutchison
- Corryocactus megarhizus F. Ritter
- Corryocactus melaleucus F. Ritter
- Corryocactus melanotrichus (K. Schum.) Britton & Rose
- Corryocactus odoratus F. Ritter
- Corryocactus otuyensis Cárdenas
- Corryocactus pachycladus Rauh & Backeb.
- Corryocactus perezianus Cárdenas
- Corryocactus pilispinus F. Ritter
- Corryocactus prostratus F. Ritter
- Corryocactus pulquinensis Cárdenas
- Corryocactus puquiensis Rauh & Backeb.
- Corryocactus pyroporphyranthus F. Ritter
- Corryocactus quivillanus F. Ritter
- Corryocactus serpens F. Ritter
- Corryocactus solitarius F. Ritter
- Corryocactus spiniflorus (Phil.) Hutchison
- Corryocactus squarrosus (Vaupel) Hutchison
- Corryocactus tarijensis Cárdenas
- Corryocactus tenuiculus (Rauh & Backeb.) Hutchison